# Collège de défense G5 Sahel
Le collège de défense G5 Sahel (CDG5S) est une école militaire régionale de formation des officiers supérieurs, situé à Nouakchott. Il s'agit de la première école de guerre transnationale dans le monde.

## Histoire
Lié au G5 Sahel, il est créé en 2018, avec le soutien de l'Égypte, de l'Allemagne, de la France ou encore des Émirats arabes unis. Les 36 premiers élèves sont diplômés en 2019.

## Mission
Le Collège de Défense du G5 Sahel a pour mission de former les chefs militaires des armées, des gendarmeries et des gardes nationales ou nomades dans l’ensemble de leurs responsabilités, interarmées et interministérielles.
À ce titre, il est chargé de préparer les officiers supérieurs à assumer des responsabilités élevées par l’intermédiaire d’une scolarité interarmées d’une année, sanctionnée par l’attribution du Brevet D'Études Militaires Supérieures (BEMS).

## Promotions de l'École
- 2018-2019 : 1e promotion (36 officiers brevetés)
- 2019-2020 : 2e promotion (26 officiers brevetés)
- 2020-2021 : 3e promotion (44 officiers brevetés)
- 2021-2022 : 4e promotion (45 officiers brevetés)
- 2022-2023 : 5e promotion (36 officiers brevetés)

## Directeurs de l'École
- 2018-2023 : Général de Brigade Brahim Vall[1] Cheibani Cheikh Ahmed